# Grand Prix Španělska 2002

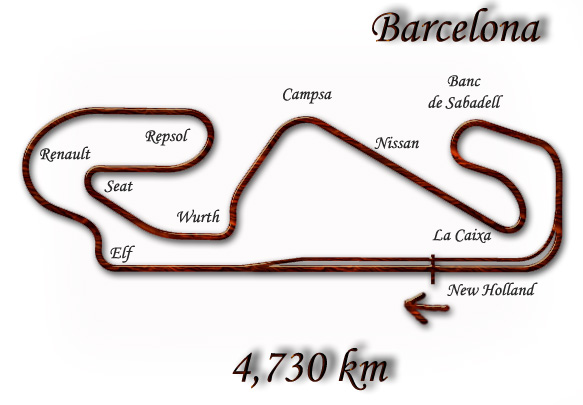

Velká cena Španělska (XLIV Gran Premio Marlboro de España) Formule 1 se v roce 2002 jela 28. dubna na okruhu v Barceloně. Jelo se 65 kol, jedno kolo měřilo 4,730 km, celkem tedy závodníci ujeli 307,327 kilometrů. Tato velká cena byla v celkovém pořadí 685. Grand Prix. Skončila 57. vítězstvím Michaela Schumachera a 148. vítězstvím pro stáj Ferrari. 

## Výsledky
| Pozice   | Jezdec                | Vůz             | Čas         |
| -------- | --------------------- | --------------- | ----------- |
| 1        | Michael Schumacher    | Ferrari F2002   | 1h30:29,981 |
| 2        | Juan Pablo Montoya    | Williams FW24   | á 0:35:629  |
| 3        | David Coulthard       | McLaren MP 4/17 | á 0:42:623  |
| 4        | Nick Heidfeld         | Sauber C 21     | á 1:06:696  |
| 5        | Felipe Massa          | Sauber C 21     | á 1:18:973  |
| 6        | Heinz-Harald Frentzen | Arrows A23      | á 1:20:429  |
| 7        | Jacques Villeneuve    | BAR 004         | á 1 kolo    |
| 8        | Allan McNish          | Toyota TF02     | á 1 kolo    |
| 9        | Mika Salo             | Toyota TF102    | á 1 kolo    |
| 10       | Jarno Trulli          | Renault R202    | á 2 kola    |
| 11       | Ralf Schumacher       | Williams FW24   | á 2 kola    |
| 12       | Jenson Button         | Renault R202    | á 5 kol     |
| Kolo     | Odstoupili            | -               | -           |
| 44       | Olivier Panis         | BAR 004         | Výfuk       |
| 42       | Eddie Irvine          | Jaguar R3       | Hydraulika  |
| 41       | Enrique Bernoldi      | Arrows A23      | Hydraulika  |
| 11       | Takuma Sató           | Jordan EJ12     | Havárie     |
| 6        | Giancarlo Fisichella  | Jordan EJ12     | Hydraulika  |
| 5        | Kimi Räikkönen        | McLaren MP 4/17 | Křídlo      |
| 3        | Pedro de la Rosa      | Jaguar R3       | Mimo trať   |
| Zaváděcí | Rubens Barrichello    | Ferrari F2002   | Rozvodovka  |

### Stažení vozů
- Mark Webber Minardi
- Alex Yoong Minardi

### Nejrychlejší kolo
- Michael SCHUMACHER Ferrari 	1'20.355- 211.910 km/h

### Vedení v závodě
- 1-65 kolo Michael Schumacher

### Postavení na startu
- zeleně – Odstoupil v zaváděcím kole
- modrá – kvalifikační čas anulován za použití nepovoleného paliva
- červeně - stažení vozu/problém s výfukem

| 1. řada  | 1                  | 2                     |
|          | Michael Schumacher | Rubens Barrichello    |
|          | Ferrari            | Ferrari               |
|          | 1'16,364           | 1'16,690              |
| 2. řada  | 3                  | 4                     |
|          | Ralf Schumacher    | Juan Pablo Montoya    |
|          | Williams           | Williams              |
|          | 1'17.277           | 1'17.425              |
| 3. řada  | 5                  | 6                     |
|          | Kimi Raikkonen     | Jenson Button         |
|          | McLaren            | Renault               |
|          | 1'17.519           | 1'17.638              |
| 4. řada  | 7                  | 8                     |
|          | David Coulthard    | Nick Heidfeld         |
|          | McLaren            | Sauber                |
|          | 1'17.662           | 1'17.851              |
| 5. řada  | 9                  | 10                    |
|          | Jarno Trulli       | Heinz-Harald Frentzen |
|          | Renault            | Arrows                |
|          | 1'17.929           | 1'18.121              |
| 6. řada  | 11                 | 12                    |
|          | Felipe Massa       | Giancarlo Fisichella  |
|          | Sauber             | Jordan                |
|          | 1'18.139           | 1'18.291              |
| 7. řada  | 13                 | 14                    |
|          | Olivier Panis      | Enrique Bernoldi      |
|          | BAR                | Arrows                |
|          | 1'18.472           | 1'18.515              |
| 8. řada  | 15                 | 16                    |
|          | Eddie Irvine       | Jacques Villeneuve    |
|          | Jaguar             | BAR                   |
|          | 1'18.779           | 1'18.847              |
| 9. řada  | 17                 | 18                    |
|          | Pedro de la Rosa   | Mika Salo             |
|          | Jaguar             | Toyota                |
|          | 1'18.885           | 1'18.897              |
| 10. řada | 19                 | 20                    |
|          | Takuma Sato        | Allan McNish          |
|          | Jordan             | Toyota                |
|          | 1'19.002           | 1'19.025              |
| 11. řada | 21                 | 22                    |
|          | Mark Webber        | Alex Yoong            |
|          | Minardi            | Minardi               |
|          | 1'19.802           | 1'21.415              |
| -------- | ------------------ | --------------------- |

- 107% : 1'21"709

### Zajímavosti
- Michael Schumacher zajel 45. nejrychlejší kolo
- Toyota stála po 10. na startu.